# Porta San Costanzo (Perugia)
La Porta San Costanzo è una porta della cinta muraria di Perugia del XVI secolo, costruita a seguito dell'ampliamento della cinta medievale. È rivolta a Sud, si trova alla fine di Borgo XX Giugno, nel rione di Porta San Pietro. Prende il nome dalla vicina Chiesa di San Costanzo, dove è sepolto il patrono della città..

## Storia
Fu costruita nel 1586-87 con progetto di Valentino Martelli,  su commissione dei monaci benedettini della vicina Abbazia di San Pietro, in sostituzione e in posizione più esterna di una precedente porta medievale del XIII secolo: la porta di Braccio, ancora visibile all'interno dell'orto medievale dell'Abbazia. 
La sua costruzione, si rese necessaria in seguito all'ampliamento del complesso monastico svolto anche questo su progetto di Valentino Martelli,  che inglobò la porta medievale e un tratto della via regale o via papale.

## Descrizione
È costruita in laterizio e in travertino nelle parti decorative.  Nella cima dell’arco un’iscrizione ricorda la dedica della città alla Vergine del Rosario: "Augusta Perusia Virginis SS.mi Rosarii nuncupata, ad aeternitatem" sancita dal consiglio comunale del 12 dicembre 1716. Sopra all'arco è lo stemma di Papa Sisto V, (eletto nel 1585) a testimonianza che la costruzione è avvenuta durante il suo pontificato. Incastonati tra i pilastri in laterizio, sia a sinistra che a destra, sono due Stemmi della Città del Vaticano  in travertino,  nella parte bassa due nicchie prevedevano probabilmente due statue mai installate.

## Aneddoti storici
Sebbene di gradi dimensioni e di linee classiche, venne popolarmente definita “portaccia”, non solo per il raffronto con la vicina Porta di San Pietro, costruita con materiali più nobili: di solo travertino, ma probabilmente per il fatto che, da questo varco,  fecero ingresso eserciti invasori: nel 1799 vi entrarono le truppe austriache che tolsero il governo della città ai giacobini filo francesi, ma soprattutto perché nel XX giugno 1859 vi entrarono i mercenari svizzeri, pagati dal Pontefice Pio IX, autori delle famigerate Stragi di Perugia  che permisero il ritorno del governo pontificio fino al 1861. Da questa porta entrarono anche le truppe angloamericane nel 20 giugno del 1944 liberando la città dai nazifascisti.
L’arco è stato recentemente restaurato dopo i danni subiti nel via regale.